# Porodin (Žabari)
Pour les articles homonymes, voir Porodin.
Porodin (en serbe cyrillique : Породин) est une localité de Serbie située dans la municipalité de Žabari, district de Braničevo. Au recensement de 2011, elle comptait 1 757 habitants.
Porodin est officiellement classé parmi les villages de Serbie.

## Démographie

### Évolution historique de la population
| 1948  | 1953  | 1961  | 1971  | 1981  | 1991  | 2002  | 2011  |
| ----- | ----- | ----- | ----- | ----- | ----- | ----- | ----- |
| 4 199 | 4 213 | 4 121 | 4 006 | 3 730 | 3 454 | 2 036 | 1 757 |

|  |